# Alwernia
Alwernia je grad u Malopoljskom vojvodstvu u Poljskoj. Prema popisu iz 2006. ima 3.406 stanovnika. 51. je grad po veličini u vojvodstvu. Udaljen je 36 km od Krakówa. Osnovan je 1616. Razvijena je kemijska industrija, rekreacija i turizam.